# Happy hour
Denna artikel handlar om termen Happy hour. För musikalbumet av The Offspring med samma namn, se Happy Hour!.

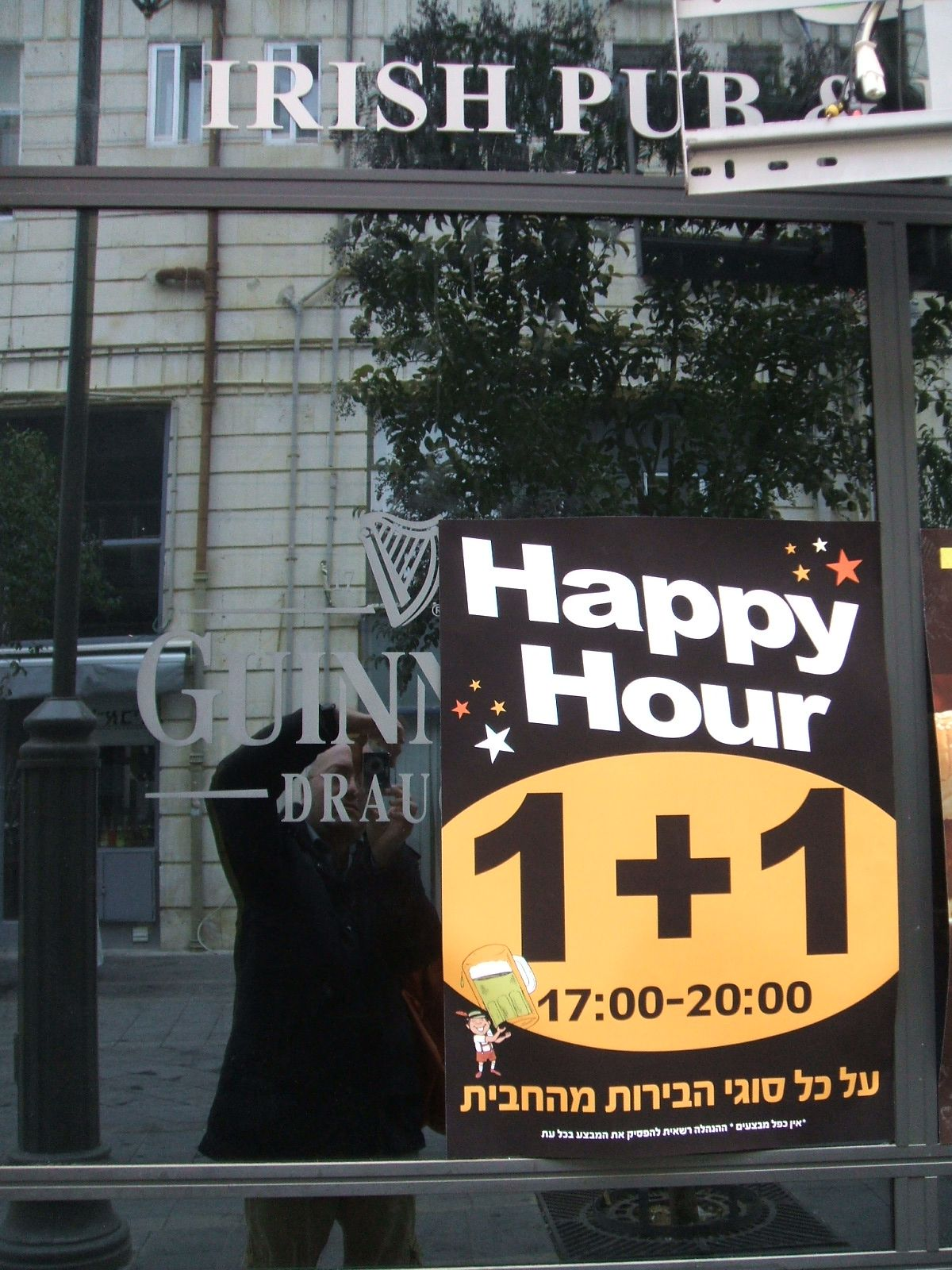
En "Happy hour"-skylt utanför en pub i Jerusalem.

Happy hour är en marknadsföringsterm för en tid på dygnet då en restaurang eller bar erbjuder rabatter för alkoholhaltiga drycker, såsom öl, vin, eller drinkar. I Sverige ska rabatten även omfatta alkoholfria alternativ, samt kombineras med reducerat pris på mat.